# Johann Graber
Johann „Hans“ Graber (geboren 21. Februar 1918 in Munderfing; gestorben 18. Februar 1944 in München-Stadelheim) war ein österreichischer Soldat und Widerstandskämpfer gegen das NS-Regime.

## Leben
Johann Graber war das einzige Kind des katholischen Ehepaares Therese und Johann Graber. Seine Eltern trennten sich, die Ehe wurde im Jahr 1935 gerichtlich geschieden. Er wohnte bei seiner Mutter, einer Wäscherin, im Salzburger Stadtteil Parsch und besuchte eine kaufmännische Schule. Während der Diktatur des Ständestaats ab 1933 wirkte er zunächst als Schreibkraft in der Landesleitung der Jugendorganisation Jung-Vaterland, einer Unterorganisation der paramilitärischen Heimwehr. Er wurde schließlich Bezirkssekretär des Österreichischen Jungvolks in der Vaterländischen Front, einer Einheitspartei, die 1933 nach faschistischem Vorbild gegründet und im März 1938 vom NS-Regime aufgelöst wurde.
Im Dezember 1938, im Alter von 20 Jahren, meldete er sich freiwillig zum Dienst in der Deutschen Wehrmacht. Nach der Mobilmachung im August 1939 war er als Schreibkraft in der Gebirgsnachrichten-Ersatzabteilung Nr. 18 des Stellvertretenden Generalkommandos des XVIII. Armeekorps in Salzburg stationiert. Am 1. Jänner 1940 wurde er zum Gefreiten befördert. In derselben Abteilung tätig war Oberleutnant Otto Horst, geboren 1886 im Bezirk Leibnitz. Dieser war politisch konträr sozialisiert; er war bis zu ihrem Verbot im Februar 1934 Mitglied der Sozialdemokratischen Arbeiterpartei und Führer ihres Wehrverbandes, des Republikanischen Schutzbundes. Wie weit sich die beiden austauschten, ist unbekannt.
Am 27. August 1940 wurde Johann Graber von der Gestapo in seiner Dienststelle verhaftet, am 4. September 1940 auch Otto Horst. Die Haftstationen des Gefreiten Graber sind bekannt, die des Oberleutnants Horst hingegen nicht. Johann Graber war zunächst im Salzburger Polizeigefängnis inhaftiert, wurde dann nach Berlin-Moabit überstellt, später nach Amberg in Bayern und von dort wieder nach Salzburg zurück. Ihm wurde die Mitgliedschaft in der inzwischen verbotenen Heimwehr zum Vorwurf gemacht. Er habe antinationalsozialistische Schriften verfasst und verbreitet, habe gar eine illegale Organisation ins Leben gerufen, welche „Heimatfront“ genannt worden sei. Die klandestine Tätigkeit wurden als „Vorbereitung zum Hochverrat“ ausgelegt. 1943 fand der Prozess gegen ihn, gegen Otto Horst und gegen den Eisenbahner Nikolaus Schwarz, geboren 1898 im Bezirk Landeck, vor dem Volksgerichtshof statt. Horst wurde vorgeworfen, die Tätigkeit Grabers geduldet zu haben. Schwarz hatte einen Aufruf an französische Kriegsgefangene zum bewaffneten Widerstand verfasst. Das Tribunal stand unter Leitung von Hermann Granzow und fällt in allen drei Fällen Todesurteile. Am 18. Februar 1944 erfolgte die Vollstreckung der Justizmorde an Johann Graber und Otto Horst. Graber, der noch einen Abschiedsbrief an seine Mutter hinterließ, wurde durch das Fallbeil hingerichtet.

## Gedenken
Die Stadt Salzburg benannte 1965 im Stadtteil Aigen eine kleine Straße nach ihm, die Hans-Graber-Straße. Sie ist knapp 250 Meter lang und führt von der Ziegelstadelstraße zum Lenzgartenweg.
Am 14. Juli 2015 wurden vor dem Haus Paris-Lodron-Straße 9 zwei Stolpersteine verlegt, einer für ihn und einer für Oberleutnant Otto Horst, der gemeinsam mit ihm in München hingerichtet wurde.
2018 führte der Widerstand gegen das Personenkomitee „Soldaten sagen Nein zu Jägerstätters Seligsprechung“, dessen Exponent Hubert Keyl zum Verfassungsrichter der Republik Österreich ernannt werden sollte, zu Überlegungen in Stadt und Land Salzburg, ob und in welcher Form ein Zeichen gesetzt werden könnte. Auf Anregung von Sebastian Huber, dem zweiten Landtagspräsidenten, wurde beschlossen, für einen Angehörigen der deutschen Wehrmacht aus Österreich, zugleich Widerstandskämpfer und Opfer des NS-Regimes, ein Denkmal zu errichten. Die Wahl fiel auf Johann Graber.
„Hans Graber und andere Widerstandskämpfer waren keine Verräter, sondern absolute Gegner des NS-Regimes und österreichische Patrioten“, begründet Sebastian Huber seine Initiative. Es solle aufgezeigt werden, dass auch Menschen aus der Wehrmacht, einem soldatischen Umfeld, „den Nazis die Stirn geboten haben“.